# Ali Mohamed Al-Balooshi
Ali Mohamed Al-Balooshi (sinh ngày 4 tháng 8 năm 1987) là một vận động viên điền kinh người Các Tiểu vương quốc Arab Thống nhất (UAE). Anh đã thi đấu trong nội dung chạy 800 mét nam tại Thế vận hội Mùa hè năm 2004.